# Bumbam-Mühle

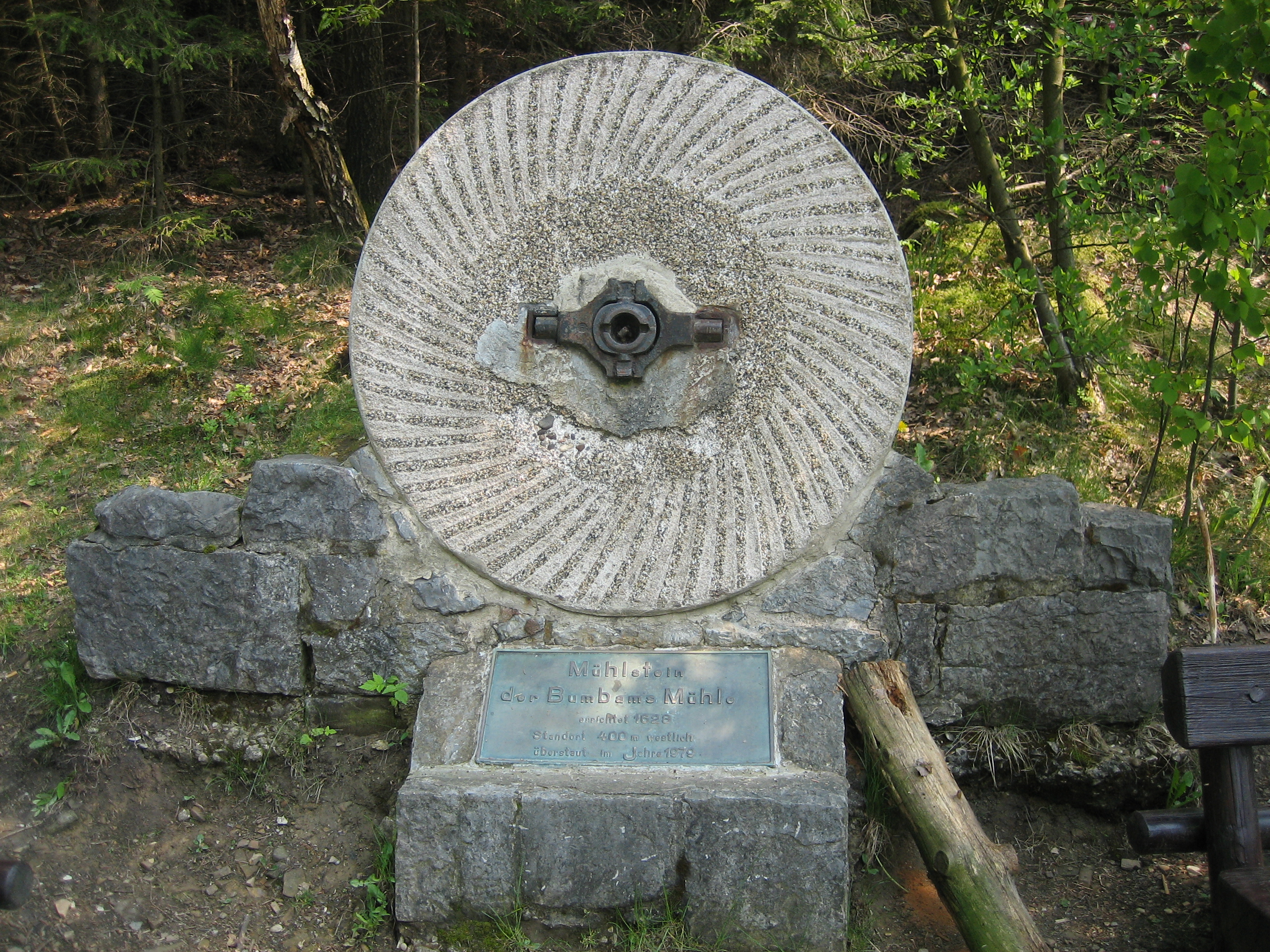
Mühlstein mit Gedenkinschrift am Aabachsee

Die Bumbam-Mühle stand früher im Bereich des Aatals bei Bad Wünnenberg zwischen den Orten Bleiwäsche und Fürstenberg. Heute liegen die Überreste der Mühle auf dem Grund des Aabachsees. Noch heute sind bei Niedrigwasser vom Ufer aus die Überreste der Mühle zu sehen. Am westlichen Ufer des Stausees besteht eine Gedenkstelle für die Mühle mit dem alten Mühlstein der Bumbam-Mühle.

## Geschichte

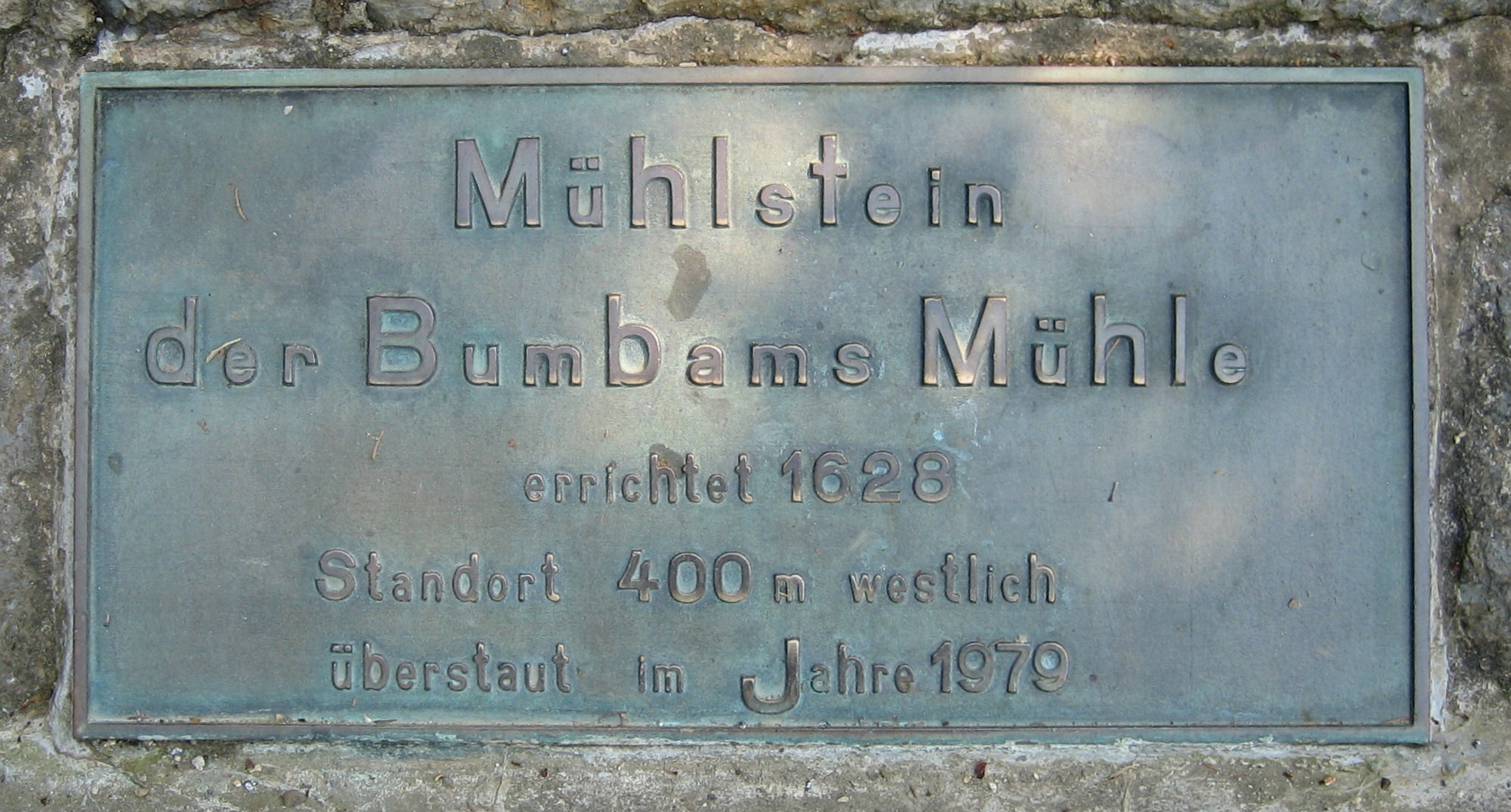
Bronzetafel: „Mühlstein der Bumbams Mühle – errichtet 1628 – Standort 400 m westlich – überstaut im Jahre 1979“

Die Mühle wurde von Johann Pieper aus Bleiwäsche errichtet. Bischof Clemens August aus Köln erteilte ihm die erste Genehmigung zum Bau einer Mahlmühle. Die erste Mühle baute er an einem ungeeigneten Punkt und so zog er im Jahr 1746 ins Aatal. Dort bekam er eine Baugenehmigung für eine Wassermühle sowie eine Windmühle, die aber nicht gebaut wurde. Über den Bau der Wassermühle beschwerte sich der Müller Franz Müller, weil er die Konkurrenz der Mühle fürchtete. Dem schlossen sich einige Bad Wünnenberger Bürger an, weil auch sie ihre Weiderechte eingeschränkt sahen. Der Rechtsstreit wurde von Johann Pieper gewonnen. Ihm wurde aber verboten, die Mühle als Zwangsmühle auszugeben. Bis ins 20. Jahrhundert verblieb die Mühle im Besitz der Familie Pieper. Im Jahr 1975 musste sie dem Aabachsee weichen.

## Namensgebung
Einer schriftlichen Aufzeichnung zufolge hatte ein Schwede mit dem Namen Grumburn eine Mühlenruine nach dem Dreißigjährigen Krieg wieder aufgebaut. Der Name wurde von den Bauern aus Bleiwäsche in Bumbam verballhornt.